# 日語通時事日語
《日語通時事日語》為臺灣出版的一本日語學習雜誌，由三思堂文化事業有限公司（2007年結業）於1997年4月創刊，初期刊名為「日語通實用日語」。於2001年6月起改為現名，逄每月25日出版，於2006年12月出版第114期後停刊。
該刊針對中、高階日語學習者，主要在台灣銷售之外，還外銷至港澳。2002年至2003年間，該刊曾與北京大學出版社合作，出版簡體中文版。2006年10月起出版典藏版。

## 主要欄目
- 日本旅遊
- 哈日劇坊
- 歌唱學日語
- 大聲朗讀
- 日常會話
- 本期特輯
- 日文天地（新聞選譯、成語介紹、小說連載）
- 日語模擬題攻關

## 大陸版出版資料
- 《日語通》2002年第一輯，三思堂 編，北京大學出版社2002年9月版，ISBN 7-301-05845-4
- 《日語通》2003年第二輯，三思堂 編，北京大學出版社2003年3月版，ISBN 7-301-06176-5 /H.0823

## 雜誌介紹頁
- 官方介紹頁（已失效）
- PChome介紹頁（已失效）Internet Archive
- 台灣國家圖書館期刊系統資料